# Michael Rabin (violinista)
Michael Rabin (New York, 2 maggio 1936 – New York, 19 gennaio 1972) è stato un violinista statunitense di origine rumena.

## Biografia
Michael Rabin cominciò a studiare il violino all’età di sette anni. I genitori incoraggiarono il suo sviluppo musicale. Jascha Heifetz, dopo averlo ascoltato all’età di nove anni in un’audizione, gli consigliò di studiare con Ivan Galamian. Intraprese gli studi alla Meadowmount School of Music e alla Juilliard School di New York. Ha fatto la sua prima esibizione nel 1947 nel Concerto n. 1 di Wieniawski.
Il suo debutto alla Carnegie Hall ebbe luogo nel gennaio 1950, all’età di 13 anni, suonando il Concerto No. 5 di Vieuxtemps sotto la direzione di Léon Barzin.
Successivamente apparve con diverse orchestre americane; all’età di quindici anni, il 29 novembre 1951, debuttò con la New York Philharmonic alla Carnegie Hall nel Concerto n. 1 di Paganini. 
La sua prima esibizione a Londra ebbe luogo alla Royal Albert Hall il 13 dicembre 1954, all’età di 18 anni con il Concerto di Čajkovskij.
Dal 1954 al 1959 Michael Rabin registrò una serie di composizioni per la Emi Capitol: i concerti di Mendelssohn, Glazunov, Paganini, Wieniawski e Čajkovskij, la Fantasia scozzese di Bruch, i Capricci di Paganini e altri brani del repertorio classico e romantico. Ma dopo il 1959 il suo contratto discografico non venne rinnovato, probabilmente per le voci che circolavano su di lui (problemi psicologici, abuso di alcool e droghe); queste ipotesi, avanzate da critici e biografi, non sono confermate da documenti.
Per molti anni ha suonato il Guarneri del Gesù ‘Kubelik’ del 1735. Apparve anche in un episodio del 1951 della serie televisiva Texaco Star Theatre. Negli ultimi anni ha diradato molto la sua attività concertistica.
Durante un recital alla Carnegie Hall, improvvisamente perse l’equilibrio e cadde in avanti. Questo probabilmente è stato un segno precoce di una condizione neurologica che doveva influenzare negativamente la sua carriera. Circostanze poco chiare sono legate alla sua morte avvenuta il 19 gennaio 1972 all’età di 35 anni. Secondo la versione ufficiale, un improvviso collasso nervoso provocò un’accidentale caduta nel suo appartamento a New York. La scomparsa prematura di Michael Rabin è stata una tragica perdita per il mondo dell’arte violinistica. 

## Eventi postumi
Anthony Feinstein, prof. di psichiatria dell’Università di Toronto, ha curato l’unica monografia su Rabin. Cercando di fare luce sulla sua morte, ha avanzato ipotesi diverse sulla sua fine.